# Звёздная пыль (фильм, 1973)
«Звездная пыль» (итал. Polvere di stelle) — итальянская музыкальная кинокомедия с Альберто Сорди и Моникой Витти в главных ролях.

## Сюжет
Фильм рассказывает о злоключениях двух посредственных актеров кабаре, Миммо Адами и Деу Дани, которые пытаются свести концы с концами во время Второй мировой войны. Их труппа, после периода бездействия, принимает предложение поработать: в Абруццо, куда ни одна другая труппа не согласилась бы поехать.